# Nhà thờ Suy tôn Thánh giá ở Petržalka
Nhà thờ Suy tôn Thánh giá ở Petržalka (tiếng Slovakia: Kostol Povýšenia svätého Kríža v Petržalka) là một nhà thờ Công giáo La Mã tọa lạc ở quận Petržalka, thành phố Bratislava, Slovakia. Vào ngày 29 tháng 11 năm 1995, nhà thờ này được ghi danh vào Danh sách Di tích Trung ương theo quyết định của Bộ Văn hóa Cộng hòa Slovakia.

## Lịch sử
Nhà thờ Suy tôn Thánh giá ở Petržalka được xây dựng trong hai năm 1931 và 1932, dựa trên bản thiết kế của kiến trúc sư Vladimír Karfík. Cụ thể, cư dân Petržalka đã gửi yêu cầu đến công ty Baťa, thể hiện mong muốn đóng góp tài chính cho việc xây dựng nhà thờ. Công ty Baťa đề xuất thiết kế của kiến trúc sư Vladimír Karfík. Thiết kế này được duyệt vào năm 1930 và việc xây dựng được triển khai trong hai năm sau đó. Arnošt Sehnal đảm nhận nhiệm vụ chỉ huy công cuộc xây dựng ngôi nhà thờ.
Nhà thờ Suy tôn Thánh giá ở Petržalka là một trong số ít những công trình kiến trúc được bảo tồn của ngôi làng ban đầu. Hiện tại, nhà thờ này nằm ngay gần một tuyến đường quan trọng dành cho người đi bộ dẫn từ ga Petržalka đến bờ kè sông Danube. Trong khuôn viên của nhà thờ có một khu vườn và một tòa nhà xứ hai tầng.